# Alfred Holl
Alfred Holl (* 1956) ist ein deutscher Wirtschaftsinformatiker und Mathematikhistoriker. Von 1990 bis 2022 war er Professor für Wirtschaftsinformatik an der Technischen Hochschule Nürnberg. Seit etwa 2010 forscht er schwerpunktmäßig zur Geschichte der Wirtschaftsmathematik in der frühen Neuzeit.

## Leben und Werk
Holl studierte an der Universität Regensburg Mathematik, Physik, allgemeine, vergleichende und romanische Sprachwissenschaft sowie Computerlinguistik. Nach dem Diplom in Mathematik promovierte er – neben Wirtschaftsinformatik-Projekten in der Privatwirtschaft – 1988 bei Gerhard Ernst in Romanischer Sprachwissenschaft mit der Dissertation Romanische Verbalmorphologie und relationentheoretische mathematische Linguistik. Axiomatisierung und algorithmische Anwendung des klassischen Wort-und-Paradigma-Modells.
Darauf aufbauend untersuchte Holl an der Technischen Hochschule Nürnberg die flexionsmorphologischen Systeme verschiedener Sprachen mit Data-Mining-Methoden; zwei Forschungsprojekte wurden von der Staedtler-Stiftung Nürnberg gefördert.
Parallel dazu beschäftigte sich Holl eingehend mit der Modellierung von Informationssystemen auf erkenntnistheoretischer Grundlage, insbesondere unter Einbeziehung der evolutionären Erkenntnistheorie. In diesem Fachgebiet hatte er zwei Gastprofessuren in Schweden inne: 2005–2008 an der Linné-Universität in Växjö und 2011–2016 an der University West in Trollhättan. Als Koordinator für internationale Beziehungen verbrachte er zahlreiche Gastaufenthalte an verschiedenen Universitäten.
Holl veröffentlichte eine Reihe von Schriften zur Mathematikgeschichte. Sein Forschungsprojekt über die Grosse Arithmetic des Nürnberger Rechenmeisters Anton Neudörffer wurde von der Fritz Thyssen Stiftung gefördert.

## Ehrungen
- 2022 Adam-Ries-Sonderpreis des Adam-Ries-Bundes in Annaberg-Buchholz[3]
- Seit 2022 Professor für Mathematikgeschichte an der Strömstad Akademi in Schweden[4]

## Publikationen (Auswahl)

### Mathematikgeschichte
- mit Yvonne Stry: The Florentine maestri d’abaco Piermaria (1457–1508) and Filippo (Maria) (1468–1518) di Calandro Calandri and their works. In: Rainer Gebhardt (Hg.): Rechnen und Messen in der frühen Neuzeit (= Schriften des Adam-Ries-Bundes, Bd. 32). Annaberg-Buchholz 2025, ISBN 978-3-944217-61-1, S. 359–382.
- The earliest printed geometry book in each of the major Germanic languages. In: Rainer Gebhardt (Hg.): Rechnen und Messen in der frühen Neuzeit (= Schriften des Adam-Ries-Bundes, Bd. 32). Annaberg-Buchholz 2025, ISBN 978-3-944217-61-1, S. 153–168.
- The earliest printed arithmetic book in each of 35 European languages (before 1900) – supplemented with all vernacular arithmetic incunabula and post-incunabula until 1520 – with an appendix of the earliest printed arithmetic book in each of 45 languages worldwide in less detail (= Strömstad Akademis Fria Skiftserie, Nr. 23). Strömstad Akademi 2025, ISBN 978-91-89331-37-2 (Online).
- mit Martin Hellmann: Die Wortrechnungsrätsel aus der Rechenmeisterprüfung des Regensburger Rechenmeisters Georg Wendler am 30.06.1646 in Nürnberg. In: Verhandlungen des Historischen Vereins für Oberpfalz und Regensburg (VHVO) 164 (2024), S. 167–183 (Online).
- mit Rudolf Haller: Die Nürnberger Rechenmeisterfehde von 1550 und Wolff Michels Tractetlein von 1558 (= Der Rechenmeister, Heft 28). Adam-Ries-Bund, Annaberg-Buchholz 2024, ISBN 978-3-944217-56-7 (Nürnberg Stadtbibliothek, Nor. H 323).
- The earliest printed French, Dutch and English arithmetic textbooks. In: Rainer Gebhardt (Hg.): Rechenkunst und Mathematik in der frühen Neuzeit (= Schriften des Adam-Ries-Bundes, Bd. 31). Annaberg-Buchholz 2023, ISBN 978-3-944217-53-6, S. 21–48.
- mit Stela Segev: The two earliest printed Yiddish arithmetic textbooks (Amsterdam 1699 and Frankfurt/Main 1711). In: Rainer Gebhardt (Hg.): Rechenkunst und Mathematik in der frühen Neuzeit (= Schriften des Adam-Ries-Bundes, Bd. 31). Annaberg-Buchholz 2023, ISBN 978-3-944217-53-6, S. 199–222.
- mit Rudolf Haller: Neues zu Leben und Werk von Simon und Pangratz Jacob. In: Rainer Gebhardt (Hg.): Rechenkunst und Mathematik in der frühen Neuzeit (= Schriften des Adam-Ries-Bundes, Bd. 31). Annaberg-Buchholz 2023, ISBN 978-3-944217-53-6, S. 355–376.
- mit Rudolf Haller: Johann Neudörffers Rechenbuch „Aigentliche verzaichnus“. Ein Autograph (= Der Rechenmeister, Heft 26). Adam-Ries-Bund, Annaberg-Buchholz 2023, ISBN 978-3-944217-51-2 (Gießen UB, Hs. 600).
- mit Rudolf Haller: Simon Jacobs Briefsammlung. Briefe von Johann Neudörffer und anderen Rechenmeistern mit postumen Ergänzungen und kalligraphischen Übungen (= Der Rechenmeister, Heft 25). Adam-Ries-Bund, Annaberg-Buchholz 2023, ISBN 978-3-944217-50-5 (Praescripta calligraphica – Gießen UB, Hs. 156).
- mit Yvonne Stry: Das 14-teilige Wortrechnungsrätsel des Regensburger Rechenmeisters Georg Wendler von 1667. In: Verhandlungen des Historischen Vereins für Oberpfalz und Regensburg (VHVO) 163 (2023), S. 243–264 (Online).
- Johann Gottliebs Einführungen in die Buchhaltung (Nürnberg 1531 und 1546). In: Rainer Gebhardt (Hg.): Die Entwicklung der Mathematik in der frühen Neuzeit (= Schriften des Adam-Ries-Bundes, Bd. 26). Annaberg-Buchholz 2020, ISBN 978-3-944217-40-6, S. 1–16.
- (Hrsg. mit Rudolf Haller, Yvonne Stry, Alexander Groß): Anton Neudörffer (1571 Nürnberg – Regensburg 1628) und seine „Grosse Arithmetic“ (= Regensburger Studien zur Literatur und Kultur des Mittelalters, Bd. 5). Lit-Verlag, Berlin/Münster 2020, ISBN 978-3-643-14770-7 (Georg Wendler: Analysis vel resolutio, München BSB, Cgm 3789, fol. 121r–215r).
- mit Per Flensburg: Das älteste gedruckte schwedische Rechenbuch (Aegidus Aurelius, Arithmetica, Uppsala 1614).[5] In: Rainer Gebhardt (Hg.): Rechenmeister und Mathematiker der frühen Neuzeit (= Schriften des Adam-Ries-Bundes, Bd. 25). Annaberg-Buchholz 2017, ISBN 978-3-944217-27-7, S. 313–326.
- Die Regensburger Mathematiker-Familie Kaukol und ihre Werke im 17. Jh. In: Verhandlungen des Historischen Vereins für Oberpfalz und Regensburg (VHVO) 157 (2017) S. 109–138 (Online).
- (Hrsg. mit Edith Feistner): Erzählen und Rechnen in der frühen Neuzeit. Interdisziplinäre Blicke auf Regensburger Rechenbücher (= Regensburger Studien zur Literatur und Kultur des Mittelalters, Bd. 1). Lit-Verlag, Berlin/Münster 2016, ISBN 978-3-643-13172-0.
- mit Sandra Rausch: Heinrich Schreibers „Buechhalten durch Zornal Kaps vnd Schuldtbůch auff alle kauffmannschafft“. Die erste deutsche Anleitung zum Buchhalten. Edition, Analyse der Geschäftsvorfälle und Vergleich mit heutiger Buchhaltung (= Der Rechenmeister, Heft 22). Adam-Ries-Bund, Annaberg-Buchholz 2016, ISBN 978-3-944217-21-5.

### Modellierung von Informationssystemen
- mit Robert Breun, Felix Paetzold: Cooperative, cyclic-iterative knowledge gain in information systems anti-aging. Technische Hochschule Nürnberg 2011, ISBN 978-3-00-034697-2 (Online).
- mit Dominique Maydt: Epistemological foundations of requirements engineering. In: Alptekin Erkollar (Hg.): Enterprise and business management. A handbook for educators, consulters and practitioners. Tectum, Marburg 2007, ISBN 978-3-8288-9282-8, S. 31–58.
- mit Edith Feistner: Mono-perspective views of multi-perspectivity: information systems modeling and ‘The blind men and the elephant’ (= Acta Wexionensia (Information Systems), Nr. 87). Växjö University Press 2006.

### Data Mining und Flexionsmorphologie
- Inflectional morphology, reverse similarity and data mining. Finding and applying compact and transparent descriptions of verb systems of natural languages. In: International Journal for Computer Linguistics Research 2 (2011), 2 (June), S. 66–82.
- mit Sara Maroldo, Reinhard Urban: The inflectional morphologies of the Swedish noun, the Swedish verb and the English verb. Reverse dictionaries based upon data mining methods (= Mathematical modelling in physics, engineering and cognitive sciences, vol. 12). Växjö: Växjö University Press 2007, ISBN 978-91-7636546-5.
- mit Stilianos Pavlidis, Reinhard Urban: Rückläufiges Wörterbuch zur alt- und neugriechischen Verbalmorphologie. Aufbereitung mit Datenanalyseverfahren der Informatik (Data Mining) (= Studia et exempla linguistica et philologica, Series V: Lexica, Tom. 5). Roderer, Regensburg 2006, ISBN 3-89783-538-X.
- Nutzen und Tücken von Analogieschlüssen in der Verbalmorphologie: Rückläufige Ähnlichkeit als tertium comparationis in ausgewählten romanischen und germanischen Sprachen. In: Sabine Heinemann, Gerald Bernhard, Dieter Kattenbusch (Hg.): Roma et Romania. Festschrift für Gerhard Ernst zum 65. Geburtstag. Niemeyer, Tübingen 2002, ISBN 3-484-50391-2, S. 151–167.
- The inflectional morphology of the Swedish verb with respect to reverse order: analogy, pattern verbs and their key forms. In: Arkiv för nordisk filologi 116 (2001) S. 193–220.
- Romanische Verbalmorphologie und relationentheoretische mathematische Linguistik. Axiomatisierung und algorithmische Anwendung des klassischen Wort-und-Paradigma-Modells. Niemeyer, Tübingen 1988, ISBN 3-484-30216-X.